# Verbind de punten

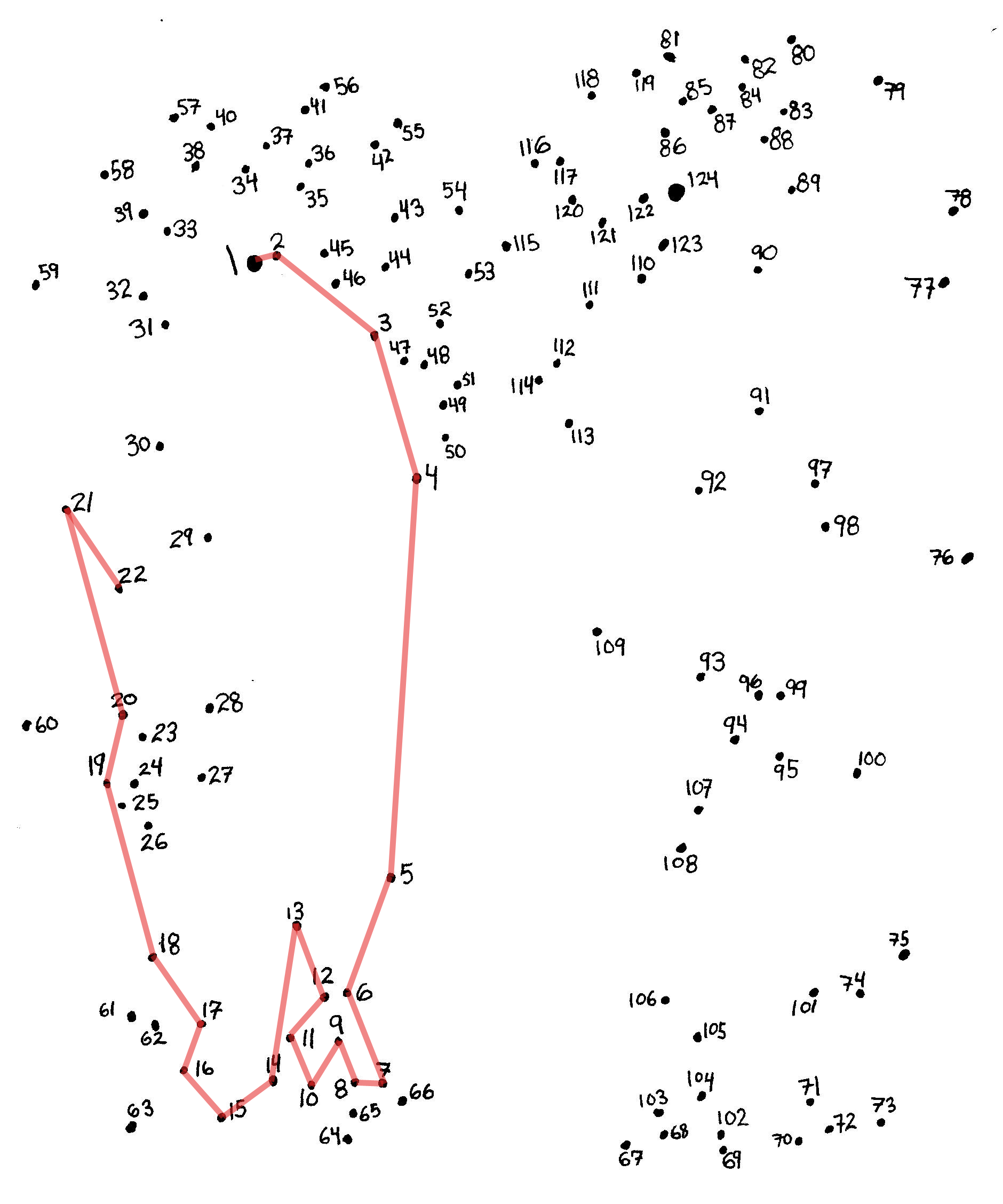
Een gedeeltelijk ingevulde verbind-de-punten-puzzel

Verbind de punten is een puzzel waarin genummerde puntjes staan. Wanneer de opeenvolgende nummers vanaf nummer 1 met elkaar met een pen worden verbonden, ontstaat een tekening van een object. De puzzels worden doorgaans gemaakt voor kinderen en kunnen een onderdeel zijn van een kleurplaat. Soms zijn delen van de tekening die niet door rechte lijnen kunnen worden weergegeven reeds ingetekend, bijvoorbeeld de ogen.